# 1995년 2월
| 1995년: 1월 · 2월 · 3월 · 4월 · 5월 · 6월 · 7월 · 8월 · 9월 · 10월 · 11월 · 12월 |

| <          | 1995년 2월 | 1995년 2월 | 1995년 2월 | 1995년 2월 | 1995년 2월 | >          |
| 일         | 월         | 화         | 수         | 목         | 금         | 토         |
|            |            |            | 1 1.2 계해 | 2 3 갑자   | 3 4 을축   | 4 5 병인   |
| 5 6 정묘   | 6 7 무진   | 7 8 기사   | 8 9 경오   | 9 10 신미  | 10 11 임신 | 11 12 계유 |
| 12 13 갑술 | 13 14 을해 | 14 15 병자 | 15 16 정축 | 16 17 무인 | 17 18 기묘 | 18 19 경진 |
| 19 20 신사 | 20 21 임오 | 21 22 계미 | 22 23 갑신 | 23 24 을유 | 24 25 병술 | 25 26 정해 |
| 26 27 무자 | 27 28 기축 | 28 29 경인 |            |            |            |            |

| 편집하기 |

## 1995년2월 15일
- 대한민국, 러시아, 일본을 연결하는 국제 해저 광케이블이 개통되다.